# Altes Institutsgebäude der Technischen Hochschule Darmstadt
Das alte Institutsgebäude der Technischen Hochschule Darmstadt ist ein Bauwerk in Darmstadt.

## Architektur und Geschichte

### Institutsgebäude
Das alte Institutsgebäude der Technischen Hochschule Darmstadt wurde in den Jahren 1893 – 1895 nach Plänen von Hochschule-Professor Erwin Marx errichtet.  
Die beiden, ursprünglich freistehenden Gebäude nehmen nicht die strenge Gleichmäßigkeit des gegenüberliegenden Hauptgebäudes auf.
Die beiden Bauwerke sind unterschiedlich ausgebildet.
Das westliche elektrotechnische und physikalische Institut wurde mit Eckrisaliten erbaut.
Der Eingang besitzt eine Freitreppe im zurückgesetzten Mittelteil.
Die Mitte des östlichen, chemischen Instituts, wird durch einen Risalit betont, der den Eingangsbereich mit Freitreppe aufnimmt.  
Bei den verwendeten Baumaterialien wurden die beiden Institutsgebäude dem Hauptgebäude angeglichen.
Das Mauerwerk besteht aus roten Ziegelsteinen. 
Für die wandplastische Gestaltung wurde gelber Sandstein verwendet.
Die beiden Institutsgebäude erhielten in der Nachkriegszeit ein drittes Geschoss.

### Hörsaaltrakt und Turmaufbau
Im Jahre 1904 wurden die beiden Institutsgebäude durch einen Hörsaaltrakt, der durch einen Turmaufbau bekrönt ist, verbunden.
Architekt war der Hochschul-Professor Friedrich Pützer.
Bei einem Luftangriff im Jahre 1944 wurde der Turmaufbau zerstört.
Die übriggebliebene eiserne Dachkonstruktion und die Sandsteinblöcke, auf denen Uhren befestigt waren, sind 1953 abgetragen worden. Seit den 1970er Jahren wurde der Hörsaal als Bibliothek der Physik genutzt.
Das Gebäude wurde 2014/15 komplett saniert. Der ursprüngliche Hörsaal konnte durch die Verlagerung der Bibliothek der Physik in den Neubau der Universitäts- und Landesbibliothek wieder hergerichtet werden.

## Denkmalschutz
Aus architektonischen und stadtgeschichtlichen Gründen ist das alte Institutsgebäude der Technischen Hochschule Darmstadt ein Kulturdenkmal.

## Das alte Institutsgebäude der Technischen Hochschule Darmstadt heute
Heute beherbergt das alte Institutsgebäude Institute der Technischen Universität Darmstadt und der Hochschule Darmstadt.

## Bildergalerie

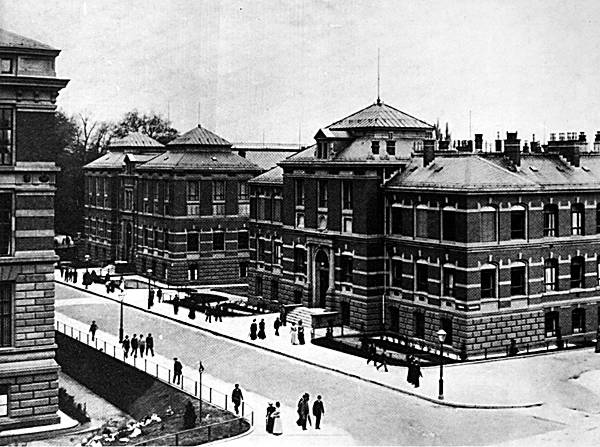
Die Fachbereiche Elektrotechnik (links) und Chemie (rechts), gegen Ende des 19. Jahrhunderts
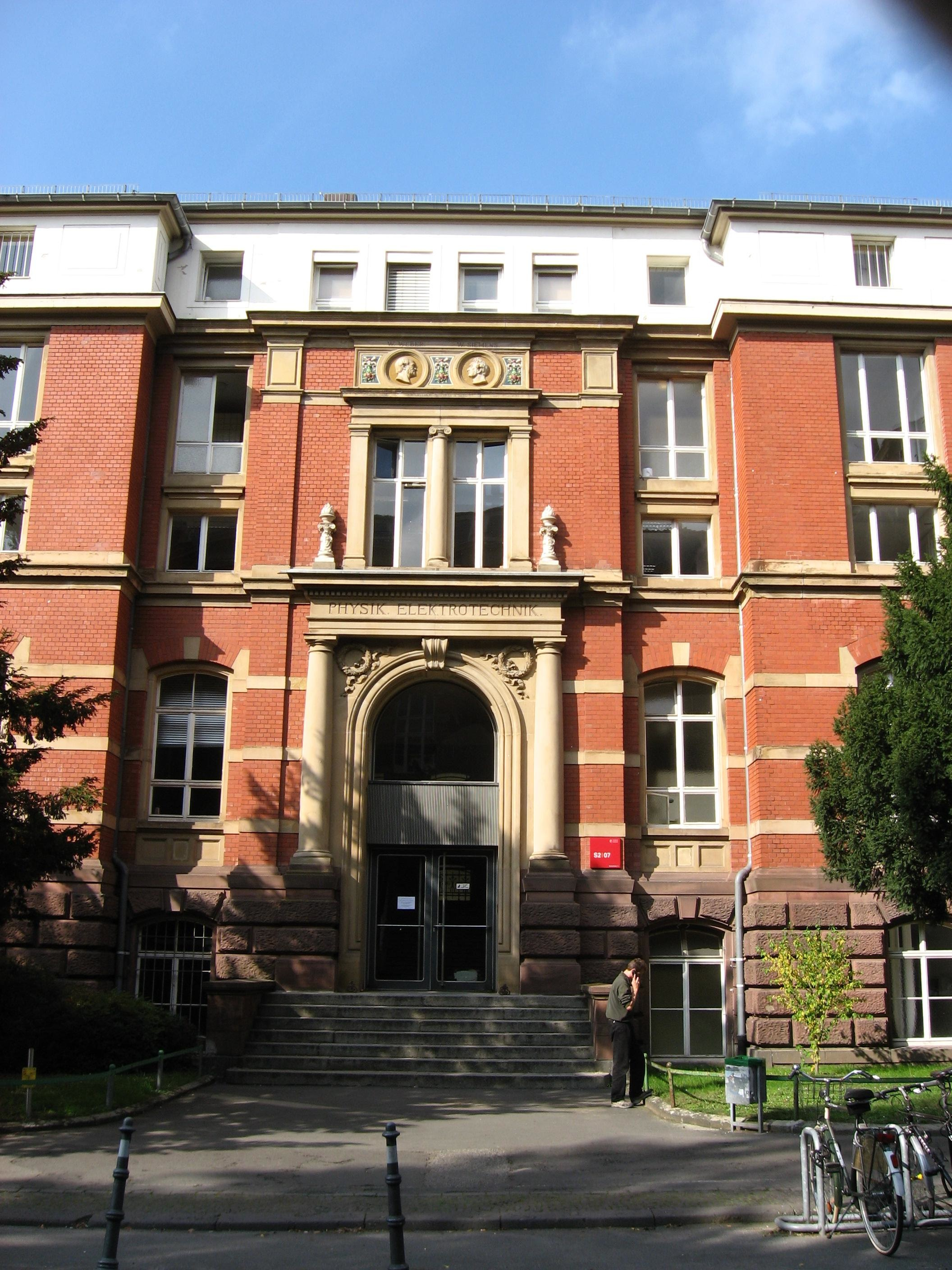
Altes Institutsgebäude der Technischen Hochschule Darmstadt (2007)
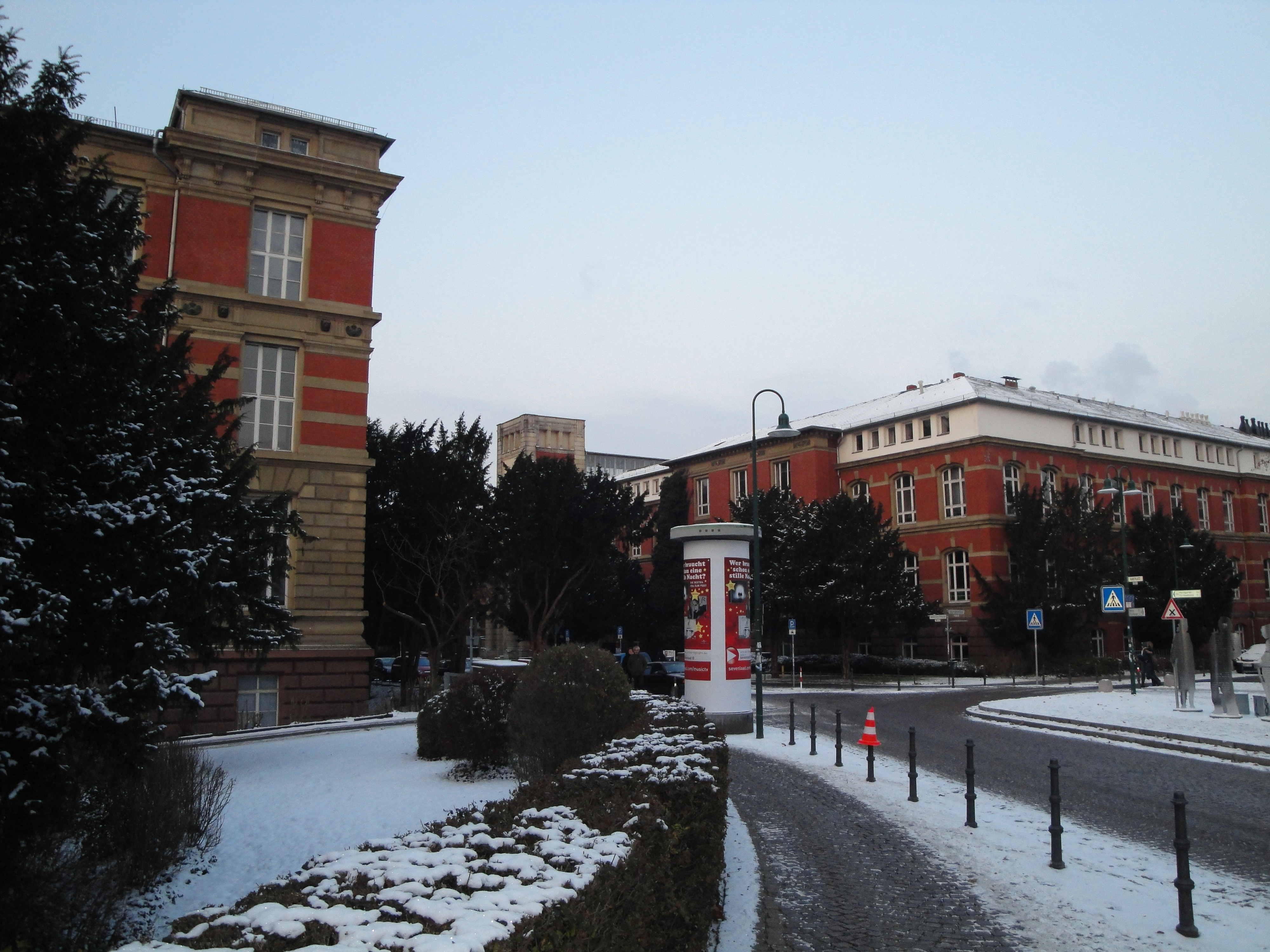
Altes Institutsgebäude der Technischen Hochschule Darmstadt (rechts), (2009)